# Amegilla rufipes
Amegilla rufipes es una especie de abeja excavadora perteneciente al género Amegilla, categorizada en la tribu Anthophorini, de la subfamilia Apinae.
Fue descrita científicamente por el entomólogo francés Amédée Louis Michel Lepeletier en 1841. Aparece registrada y publicada en una sección de Histoire Naturelle Des Insectes. Hyménoptères, Vol. 2 de 1841.

## Distribución
La especie se distribuye por África, en Etiopía.